# Franz Heinrich Witthoefft

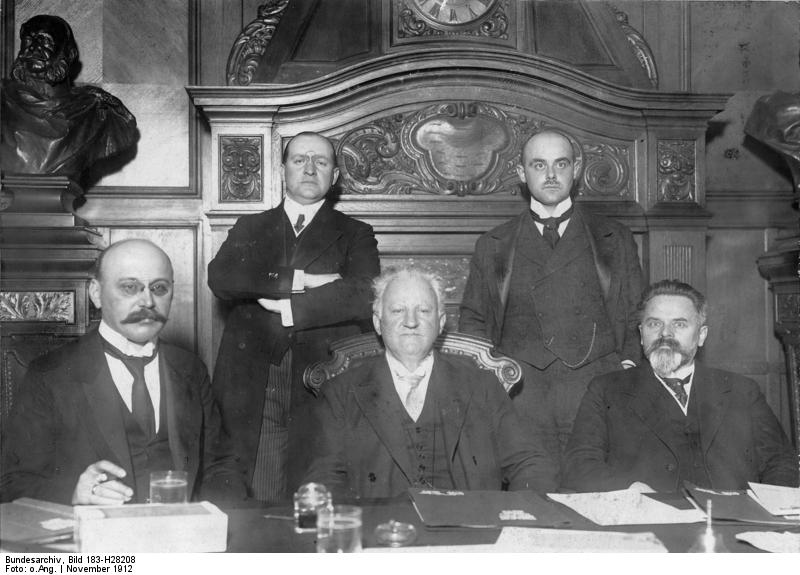
Franz Heinrich Witthoefft im Präsidium des Hansa-Bundes bei einer Tagung im November 1912 in Berlin. Weiter von links: Hartmann von Richthofen, Jakob Riesser, Kurt von Kleefeld, Hirth.

Franz Heinrich Witthoefft (* 19. November 1863 in Kirchwerder; † 6. Juli 1941 Lütjensee im Amt Trittau) war ein Großkaufmann und Hamburger Senator.

## Leben
Nach seiner Schulzeit an der Höheren Bürgerschule von Fritz Louis Nirrnheim (1830–1906) in St. Georg machte Witthoefft eine kaufmännische Lehre. Anschließend ging er für die Exportfirma Arnold Otto Meyer von Hamburg nach Antwerpen und ab 1885 für 16 Jahre nach Singapur. Ab 1901 war Witthoefft wieder in Hamburg weiterhin tätig für Arnold Otto Meyer, deren Teilhaber er war.
In den zwanziger Jahren wurde Witthoefft Aufsichtsratsvorsitzender der Commerzbank und er war von 1919 bis 1923 Präses der Handelskammer Hamburg. Vom 19. Januar 1919 bis 21. Mai 1920 war Witthoefft Abgeordneter der DVP in der Weimarer Nationalversammlung. 1919 wurde er Mitglied der Wirtschaftsvereinigung zur Förderung der geistigen Wiederaufbaukräfte, die das Kapital für das Presseimperium von Alfred Hugenberg bereitstellte. Von November 1924 bis zu dessen Auflösung im Dezember 1933 war Witthoefft Präsident des Übersee-Clubs in Hamburg, der den Freihandel förderte.
Witthoefft war durchgehend während der Weimarer Republik Mitglied der Hamburgischen Bürgerschaft für seine Partei. Vom 5. April 1928 bis zum 15. September 1931 war Witthoefft Senator im Hamburger Senat als Nachfolger von Max Schramm für die DVP. 1931 während der Wirtschaftskrise wurde der Hamburger Senat von 16 auf 12 Mitglieder verkleinert und Witthoefft schied wieder aus dem Senat aus. 1932 wurde er Mitglied der NSDAP.
Im November 1932 gehörte er zu den Mitunterzeichnern einer Eingabe von Industriellen und Bankiers an Paul von Hindenburg, die die Kanzlerschaft Hitlers forderte. 1932 wurde er Mitglied im Keppler-Kreis, dem späteren Freundeskreis Reichsführer SS.
Er war Mitglied des Aufsichtsrates der C. Lorenz AG.